# Костянтинівський металургійний завод
Костянтинівський металургійний завод — одне з найдавніших підприємств чорної металургії Східної України.

## Історія
Засновано 1896 бельгійським акціонерним товариством залізопрокатних заводів (побудовано на березі р. Кривий Торець) у с. Сантуринівка Бахмутського повіту Катеринославської губернії (нині м. Костянтинівка Донецької області). Наприкінці 1897 ливарна та механічна майстерні випустили першу продукцію.
До 1913 діяли доменна і 5 мартенівських печей, середньо- та дрібносортувальний і листовий прокатні стани, 2 коксові батареї по 20 печей. 1913 року вироблено 60,3 тис. т чавуну, 63,4 тис. т сталі, 60,5 тис. т прокату.
У 1920-ті роки проведено реконструкцію заводу, зокрема збільшено місткість мартенівських печей.
1932 року введено до експлуатації доменну піч № 2, механізовано прокатні стани, модернізовано енергетичне господарство, а також збудовано заводське житлове селище, клуб, поліклініку, стадіон, закладено парк.
1940 на заводі (у порівнянні з 1913) зросло виробництво чавуну на 300 %, сталі — на 377 %, прокату — на 278 %.
Під час Другої світової війни завод евакуйовано на Урал, будівлю зруйновано. Відбудований після звільнення міста упродовж 1943—47 (у квітні 1947 уведено в дію прокатний стан «585» потужністю 324 тис. т сортового прокату і згодом завершено відновлення усіх головних металургійних агрегатів). Використання замість залізної руди колчеданових недогарків — відходів розташованого поруч Костянтинівського хімічного заводу після попереднього їхнього брикетування і випалювання сірки дозволяло металургам випускати найдешевші у СРСР чавун, сталь та прокат. На підприємстві не припинявся процес модернізації виробництва, що дозволило 1951 року досягти довоєнного рівня виплавки чавуну, 1954 — сталі, 1955 — прокату.
1964 року на заводі розпочато будівництво калібрувального цеху (один з найбільших у Європі, виробництво потужністю — понад 500 тис. т каліброваного прокату щороку). У структурі — доменний, крупносортувальний та калібрувальний цехи, 2 доменні печі (корисний об'єм 450 та 394 м3, потужність — 390,6 тис. т переробленого чавуну). Серед основних видів продукції — феромарганець; фасонні профілі, профілі спеціального призначення та штабова сталь; калібрований прокат круглого та шестигранного перерізів розміром 5—23 мм у мотках та 5–65 мм у прутках з вуглецевої, легованої, ресорно-пружної та шарикопідшипникової марок сталей.
Соціальна сфера: житловий фонд, Палац культури, парк, стадіон, 2 гуртожитки, дитсадок, 2 бази відпочинку та оздоровчий дитячий табір, профілакторій.
Кількість працівників (2012) — понад 500 осіб.

## Керівництво
- Р. Бабаш (від 2006).